# Лох, Герберт
Герберт Лох (нем. Emil Herbert Loch; 5 августа 1886 — 28 октября 1975) — германский военачальник, генерал артиллерии (1941), участник Первой и Второй мировых войн. Кавалер Рыцарского креста Железного креста (1940).

## Биография
Начал службу в баварской армии общегерманских войск в 1905 году в качестве кадета, с 1907 года — лейтенант, с 1913 года — обер-лейтенант. 
Участвовал в Первой мировой войне, 17 июня 1916 года получил звание капитана. Награжден Железным крестом обоих классов. 
После поражения — в рейхсвере. С 1928 года — майор, с 1932 года — подполковник, с 1934 года — командир Нюрнбергского артиллерийского полка и полковник. 15 октября 1935 года назначен командиром 7-го артиллерийского полка, 6 октября 1936 года — командиром 33-го артиллерийского полка в Дармштадте. 12 октября 1937 года он был назначен командиром 32-го артиллерийского командования (Арко 32) в Кошалине. 1 марта 1938 года получил звание генерал-майора. 1 апреля 1939 года он был назначен командиром 17-й пехотной дивизии в Нюрнберге. 
В начале Второй мировой войны командовал 17-й дивизией в Польской (1939) и Французской (1940) кампаниях. 1 марта 1940 года получил звание генерал-лейтенанта. 16 июня 1940 года награжден Рыцарским крестом Железного креста. 
Продолжал командовать 17-й пехотной дивизией в войне против СССР, участвовал в Белостокско-Минском сражении, Смоленском сражении, наступлении на Гомель и разгроме советского Юго-Западного фронта. 1 октября 1941 года ему было присвоено звание генерала артиллерии. Во главе своей 17-й дивизии участвовал в наступлении на Москву. 
28 октября 1941 года назначен командующим XXVIII армейским корпусом группы армий «Север» (до 25 мая 1943 года). 22 апреля 1942 года награжден Немецким крестом в золоте.  С 30 июня 1943 года снова командовал XXVIII армейским корпусом, в конце октября 1943 года возглавлял армейскую группу «Лох» (ему были дополнительно подчинены I и VIII армейские корпуса). 
29 марта 1944 года назначен командующим 18-й армией группы армий «Север». 2 сентября 1944 года оставил командование и переведен в резерв фюрера. 
В апреле 1945 года попал в плен к американцам. Освобождён весной 1948 года.